# Melchiorre Crivelli
Melchiorre Crivelli (ur. 1486 – zm. 7 października 1561) – włoski dominikanin, inkwizytor i biskup.
Pochodził z Mediolanu i wstąpił do zakonu dominikańskiego w mediolańskim konwencie Sant'Eustorgio. Studiował teologię na uniwersytecie w Pawii, uzyskując tytuł magisterski, zatwierdzony przez kapitułę generalną zakonu w 1518 roku. 24 sierpnia 1518 roku papież Leon X wydał bullę, na mocy której mianował go inkwizytorem Mediolanu, najwyraźniej jednak nominacja ta nie doszła wówczas do skutku lub została szybko odwołana. Przyczyną tego mógł być zbyt młody wiek Melchiorre, gdyż prawo kanoniczne wymagało, by na inkwizytorów mianować zakonników w wieku co najmniej 40 lat. Bulla Leona X udzielała mu wprawdzie dyspensy od tego wymogu, jednak wiadomo, że w latach 1519–1521 urząd ten sprawował z pewnością Gioacchino Beccaria z Pawii. Dopiero w 1521 roku 35-letni wówczas Melchiorre Crivelli objął stanowisko inkwizytora Mediolanu.
Z uwagi na zniszczenie archiwów inkwizycji mediolańskiej pod koniec XVIII wieku znanych jest bardzo niewiele szczegółów dotyczących działalności inkwizytorskiej Crivelliego, choć wiadomo, że działał on przeciwko przenikaniu wpływów reformacji do Lombardii. W 1538 roku ułożył pierwszy na terenie Włoch spis ksiąg zakazanych, opublikowany przez Senat Księstwa Mediolanu. W 1551 roku jego wikariusz dla diecezji Lodi skazał na śmierć mnicha augustiańskiego Galeazzo da Trezzo jako zwolennika luteranizmu.
W 1540 roku Melchiorre Crivelli został mianowany tytularnym biskupem Tagaste. Sprawował funkcję biskupa pomocniczego kolejno w Vercelli (1540–1544) i Mediolanie (od 1544), początkowo zachowując przy tym urząd inkwizytora mediolańskiego. Po objęciu archidiecezji mediolańskiej przez Gianangelo Arcimboldiego Crivelliego, działając w swej podwójnej roli szybko popadł w konflikt z nowym arcybiskupem na tle jurysdykcyjnym. W rezultacie utracił stanowisko biskupa pomocniczego oraz inkwizytora (1553). Ostatnie lata życia spędził w konwencie Sant'Eustorgio w Mediolanie, gdzie zmarł w wieku 75 lat. Rok przed śmiercią nowo mianowany arcybiskup Mediolanu Karol Boromeusz przywrócił go na stanowisko biskupa pomocniczego Mediolanu.
Brat Melchiorre, Bernardino Crivelli, był również dominikaninem oraz inkwizytorem Novary w latach 1530–1560 oraz wikariuszem prowincji św. Piotra Męczennika w latach 1562–1564.